# Iljaševci
Iljaševci je naselje u slovenskoj Općini Križevcima. Iljaševci se nalazi u pokrajini Štajerskoj i statističkoj regiji Pomurju. 

## Stanovništvo
Prema popisu stanovništva iz 2002. godine naselje je imalo 211 stanovnika.